# 2226 Cunitza
2226 Cunitza eller 1936 QC1 är en asteroid i huvudbältet, som upptäcktes den 26 augusti 1936 av den tyske astronomen Alfred Bohrmann i Heidelberg. Den har fått sitt namn efter Lydia Cunitz, svägerska till upptäckaren.
Asteroiden har en diameter på ungefär 14 kilometer och den tillhör asteroidgruppen Koronis.